# Dysphania bivexillata
Dysphania bivexillata là một loài bướm đêm trong họ Geometridae.